# Зелёнка (Полоцкий район)
Зелёнка (бел. Зялёнка) — агрогородок (до 2010 года — деревня) в Полоцком районе Витебской области Республики Беларусь. Административный центр Зелёнковского сельсовета.

## География
Пролегает дорога Р24.
Ближайшие населённые пункты Сестрёнки, Сухой Бор, Чернея и др.

### Гидрография
Рядом протекает река Чернейка.

## История
В 1906 году в Артейковичской волости Полоцкого уезда Витебской губернии, 1 двор.
В 1928—1954 годах центр Сестрёнковского (Сестранецкого) сельсовета. 
7 июня 1968 года вновь центр Сестрёнковского (Сестранецкого) сельсовета перенесён в деревню Зелёнка, сельсовет переименован в Зелёнковский.
В 2010 году деревня Зелёнка преобразована в агрогородок.

## Население

### Численность
- 2009 год — 444 жителя

### Динамика
- 2009 год — 444 жителя (перепись населения)[3]

## Культура
- Дом культуры
- Музей ГУО «Зелёнковская базовая школа имени Т. С. Мариненко Полоцкого района»

## Достопримечательность

### Памятник, скульптура
- Памятник погибшим во время Великой Отечественной войны 1941—1945 гг.
- Памятник Герою Т. С. Мариненко.